# Municipio de Lima (Indiana)
El municipio de Lima (en inglés: Lima Township) es un municipio ubicado en el condado de LaGrange en el estado estadounidense de Indiana. En el año 2010 tenía una población de 2507 habitantes y una densidad poblacional de 38,56 personas por km².

## Geografía
El municipio de Lima se encuentra ubicado en las coordenadas 41°44′14″N 85°26′10″O / 41.73722, -85.43611. Según la Oficina del Censo de los Estados Unidos, el municipio tiene una superficie total de 65.02 km², de la cual 63.33 km² corresponden a tierra firme y (2.59%) 1.68 km² es agua.

## Demografía
Según el censo de 2010, había 2507 personas residiendo en el municipio de Lima. La densidad de población era de 38,56 hab./km². De los 2507 habitantes, el municipio de Lima estaba compuesto por el 87.4% blancos, el 1.12% eran afroamericanos, el 0.32% eran amerindios, el 1.4% eran asiáticos, el 0.04% eran isleños del Pacífico, el 7.42% eran de otras razas y el 2.31% pertenecían a dos o más razas. Del total de la población el 12.17% eran hispanos o latinos de cualquier raza.